# Финиш

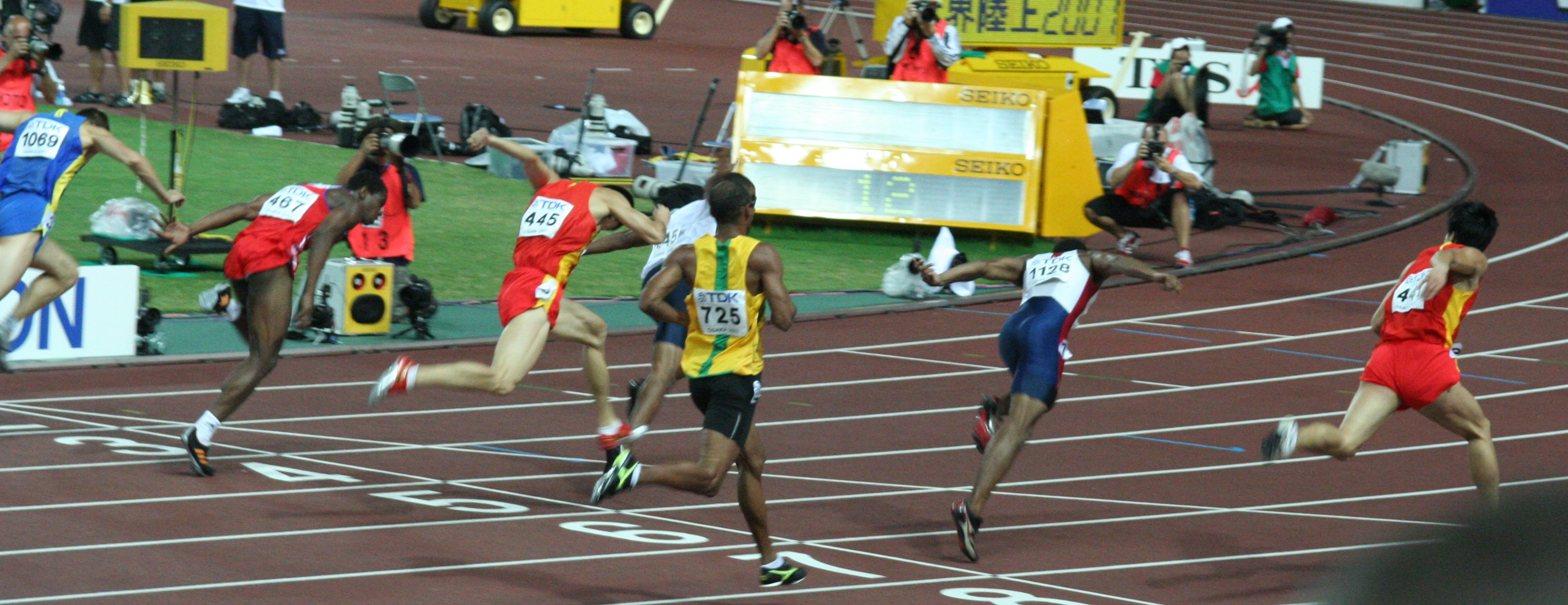
Финиш в спринте

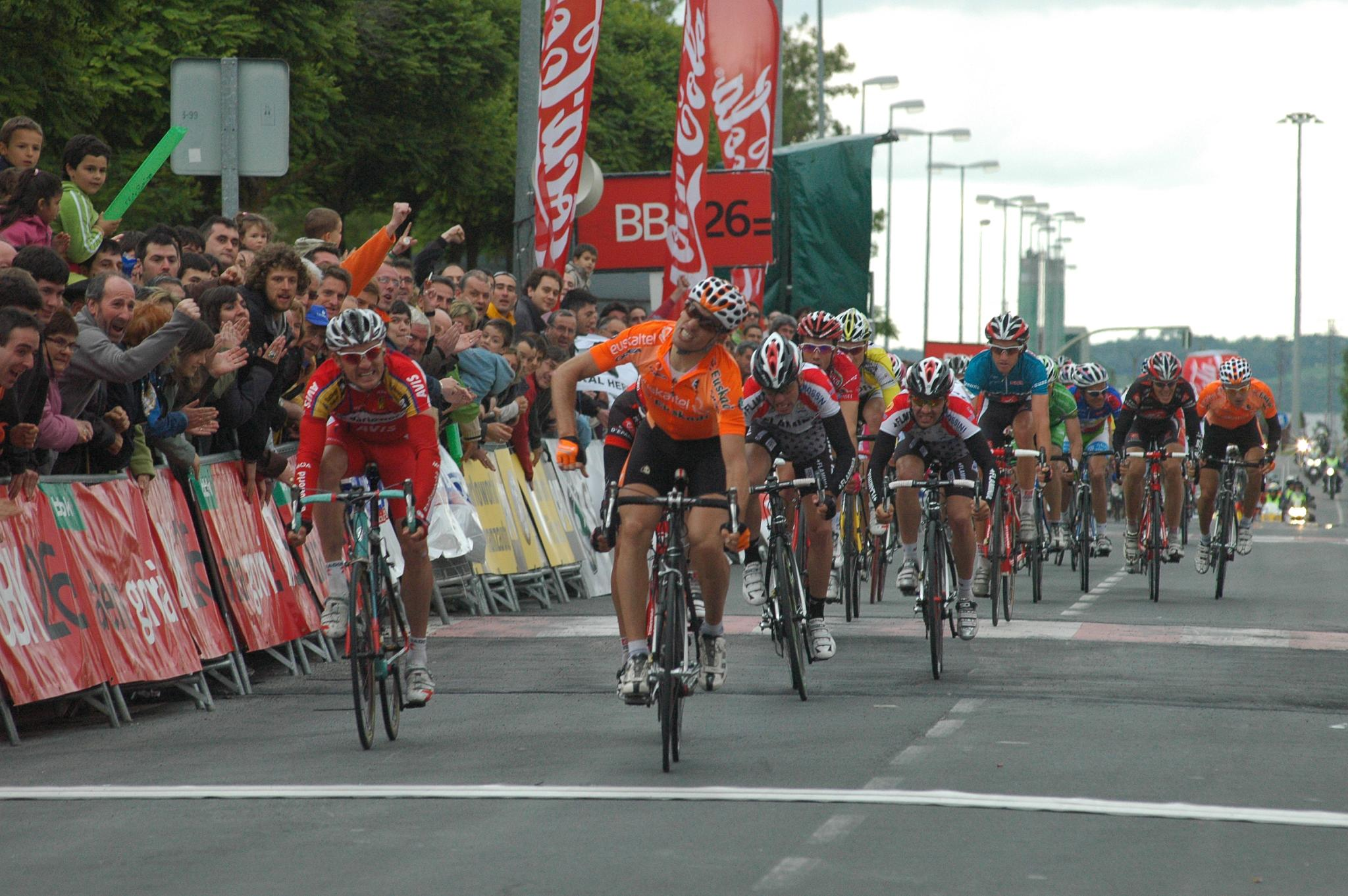
Финиш велогонок

Фи́ниш (англ. finish — окончание) — конечный пункт дистанции в спортивных состязаниях, в которых данная дистанция проходится на скорость (бег, ходьба, лыжные и велогонки, авто-, мотоциклетный, горнолыжный, конькобежный, конный, парусный спорт, плавание, гребля и др.), а также заключительная, решающая часть таких состязаний. Финиш обозначается линией или плоскостью финиша, иногда — финишной лентой, которую разрывает победитель, приходящий первым на финиш. Начиная с 1960-х годов момент пересечения линии финиша фиксируется с высокой степенью точности, для чего используются специальные электронные устройства.